# مایکل ای مان
 مایکل ای مان (انگلیسی: Michael E. Mann؛ زاده ۲۸ دسامبر ۱۹۶۵) یک فیزیک‌دان اهل ایالات متحده آمریکا است.